# Ціфен
Ціфен (нім. Ziefen) — громада  в Швейцарії в кантоні Базель-Ланд, округ Лісталь.

## Географія
Громада розташована на відстані близько 60 км на північ від Берна, 7 км на південь від Лісталя.
Ціфен має площу 7,8 км², з яких на 8,4% дозволяється будівництво (житлове та будівництво доріг), 42,5% використовуються в сільськогосподарських цілях, 48,7% зайнято лісами, 0,4% не є продуктивними (річки, льодовики або гори).

## Демографія
2019 року в громаді мешкало 1561 особа (-0,4% порівняно з 2010 роком), іноземців було 8,8%. Густота населення становила 200 осіб/км².
За віковим діапазоном населення розподілялося таким чином: 23,1% — особи молодші 20 років, 57,8% — особи у віці 20—64 років, 19,1% — особи у віці 65 років та старші. Було 607 помешкань (у середньому 2,6 особи в помешканні).
Із загальної кількості 442 працюючих 38 було зайнятих в первинному секторі, 227 — в обробній промисловості, 177 — в галузі послуг.